# Isla Virgen del Mar
Isla Virgen del Mar est une île espagnol se situant dans le Golfe de Gascogne, rattachée à la communauté autonome de la Cantabrie.

## Géographie
L'île a une superficie de 0,07 km2 et une altitude de 21 mètres, elle ne possède pas de population permanente. Cette île a une attractivité modeste, nous trouvons sur l'île une chapelle à son nom (Ermita de la Virgen del Mar, en espagnol) puis un camping sur la côte du pays non loin de l'île, elle est reliée au continent par un pont long de 50 mètres environ pour permettre le passage des touristes.